# Reunion (película de 2024)
Reunion es una película de comedia y misterio estadounidense de 2024 dirigida por Chris Nelson y protagonizada por Lil Rel Howery, Billy Magnussen, Jillian Bell, Jamie Chung, Michael Hitchcock, Nina Dobrev y Chace Crawford. La película se desarrolla después de una reunión de veinte años de la escuela secundaria, cuando un detestable estudiante popular es asesinado y sus antiguos compañeros de clase deben descubrir quién de ellos es el responsable.

## Reparto
- Lil Rel Howery como Ray Hammond
- Billy Magnussen como Evan West
- Jillian Bell como Vivian Chase
- Jamie Chung como Jasmine Park
- Michael Hitchcock como el Sr. Theodore Buckley
- Dianne Doan como Lisa Danbury
- Cassandra Blair como Meagan Cooper
- Nina Dobrev como Amanda Tanner
- Chace Crawford como Mathew Danbury

## Producción
En agosto de 2021, se anunció que Howery, Magnussen y Bell participarían en la película, y el rodaje se realizaría en Los Ángeles en otoño. Más tarde, ese mismo mes, se anunció que Dobrev, Chung, Hitchcock y Crawford se habían unido al elenco, y la producción comenzaría en Los Ángeles la semana en que se hizo el anuncio. El 16 de septiembre de 2021 se anunció que Doan se unió al elenco y que el rodaje se llevó a cabo en Los Ángeles. El 23 de septiembre de 2021 se anunció que Blair se había unido al elenco.
En noviembre de 2021, se anunció que el rodaje había terminado.

## Estreno
La película se estrenó por primera vez en Brasil en Paramount+ el 13 de abril de 2024 y se estrenó digitalmente en los Estados Unidos el 28 de junio de 2024.